# یاسوشی فوروکاوا
یاسوشی فوروکاوا (انگلیسی: Yasushi Furukawa؛ زادهٔ ۲۸ مهٔ ۱۹۶۱) بازیکن والیبال اهل ژاپن بود.